# Supercoupe du Luxembourg de football
La Supercoupe du Luxembourg de football (en luxembourgeois : Lëtzebuerger Supercup Fussball) est une compétition de football opposant chaque année les quatre équipes luxembourgeoises qualifiées pour les compétitions européennes.

## Histoire
La Supercoupe du Luxembourg est fondé à l'origine sous le nom de « Coupe de la Ligue » pour le début de saison 1982-1983 en opposant le champion en titre de Division Nationale au vainqueur en titre de la Coupe du Luxembourg. En 1986, la compétition est stoppée.
De 2016 à 2019, la compétition est de retour avant de s'arrêté une nouvelle fois.
En juin 2024, la Fédération luxembourgeoise de football lance officiellement la Supercoupe du Luxembourg dès le début de la saison 2024-2025. Se déroulant annuellement, quatre clubs de BGL Ligue participant à une compétition européenne s'affronteront dans un système de "Final Four" pour désigner le vainqueur de la compétition à l'issue du tournoi,.
Le vainqueur de la première édition de la compétition est le FC Progrès Niederkorn.

## Palmarès

### De 1982 à 1986 (format d'une finale unique)
| Année | Vainqueur                    | Score | Finaliste            | Pays       |
| 1982  | Union sportive Rumelange (1) | 3 - 2 | FC Avenir Beggen     | Luxembourg |
| 1983  | AS La Jeunesse d'Esch (1)    | 3 - 1 | FC Avenir Beggen     | Luxembourg |
| 1984  | Union Luxembourg (1)         | 4 - 1 | FC Avenir Beggen     | Luxembourg |
| 1985  | AS La Jeunesse d'Esch (2)    | 2 - 1 | Red Boys Differdange | Luxembourg |
| 1986  | FC Avenir Beggen (1)         | 2 - 0 | Union Luxembourg     | Luxembourg |

### De 2016 à 2018 (format d'une finale unique)
| Année | Vainqueur                 | Score           | Finaliste       | Pays       |
| 2016  | F91 Dudelange (1)         | 1 - 0           | US Mondorf      | Luxembourg |
| 2017  | CS Fola Esch (1)          | 0 - 0 9 - 8 tab | F91 Dudelange   | Luxembourg |
| 2018  | F91 Dudelange (2)         | 2 - 0           | RFCU Luxembourg | Luxembourg |
| 2019  | FC Etzella Ettelbruck (1) | 2 - 0           | F91 Dudelange   | Luxembourg |

### Depuis 2024 (format de 4 équipes)
| Année | Vainqueur                 | Score           | Finaliste         | Demi-finalistes               | Stade                  | Ville      | Pays       |
| 2024  | FC Progrès Niederkorn (1) | 0 - 0 5 - 3 tab | FC Differdange 03 | F91 Dudelange FC UNA Strassen | Stade Achille-Hammerel | Luxembourg | Luxembourg |

## Bilan par club
| Club                  | Vainqueur | Finaliste | Éditions remportées | Éditions perdues |
| --------------------- | --------- | --------- | ------------------- | ---------------- |
| F91 Dudelange         | 2         | 1         | 2016, 2018          | 2017             |
| AS La Jeunesse d'Esch | 2         | 0         | 1983, 1985          | –                |
| FC Avenir Beggen      | 1         | 3         | 1986                | 1982, 1983, 1984 |
| Union Luxembourg      | 1         | 1         | 1984                | 1986             |
| US Rumelange          | 1         | 0         | 1982                | –                |
| CS Fola Esch          | 1         | 0         | 2017                | –                |
| FC Progrès Niederkorn | 1         | 0         | 2024                | –                |
| Red Boys Differdange  | 0         | 1         | –                   | 1985             |
| US Mondorf            | 0         | 1         | –                   | 2016             |
| RFCU Luxembourg       | 0         | 1         | –                   | 2018             |
| FC Differdange 03     | 0         | 1         | –                   | 2024             |